# 리이퉁 (배우)
리이퉁(중국어: 李一桐, 병음: Lǐ Yītóng, 한자음: 이일동, 1990년 9월 6일~)은 중화인민공화국의 배우이자 가수이다.

## 작품 목록
- 시간의 끝에서 널 기다려 (2019)
- 와저거성 (2018)
- 반요경성 (2016)